# Ems-Oriental
Pour les articles homonymes, voir Ems (homonymie).
1811–1814
Entités précédentes :
- Royaume de Hollande :
- (Département de Frise orientale)

Entités suivantes :
- Royaume de Hanovre

L'Ems-Oriental est un ancien département français du Premier Empire dont le chef-lieu était Aurich et le numéro 124 dans la liste des 130 départements français de 1811

## Histoire
Le département est créé le 1er janvier 1811, à la suite de l'annexion du royaume de Hollande le 9 juillet 1810. Son territoire correspond à la région historique de Frise orientale. Après les défaites de Napoléon Ier en 1814, il est rattaché au royaume de Hanovre.

## Subdivisions
Le département était divisé en trois arrondissements et en quatorze cantons, supprimés le 11 avril 1814 :
| Arrondissements | Cantons                                         |
| --------------- | ----------------------------------------------- |
| Aurich          | Aurich, Berum, Norden et Timmel                 |
| Emden           | Emden, Leer, Oldersum, Pewsum et Stickhausen    |
| Jever           | Esens, Hooksiel, Jever, Rüstringen et Wittmund. |

## Liste des préfets

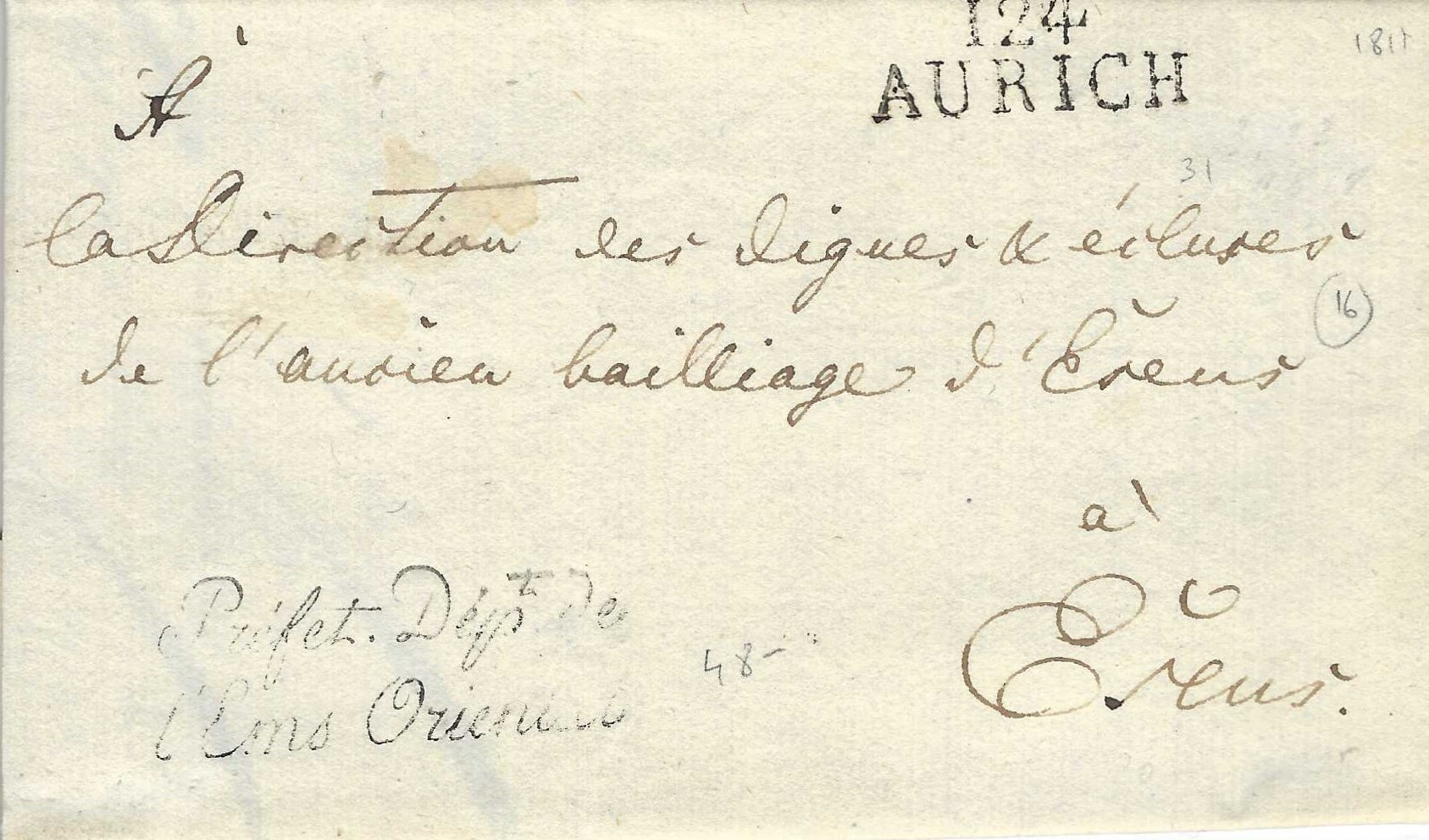
Lettre du 3 décembre 1811 avec marque de franchise du préfet Joseph Jeannesson du département de l'Ems Oriental

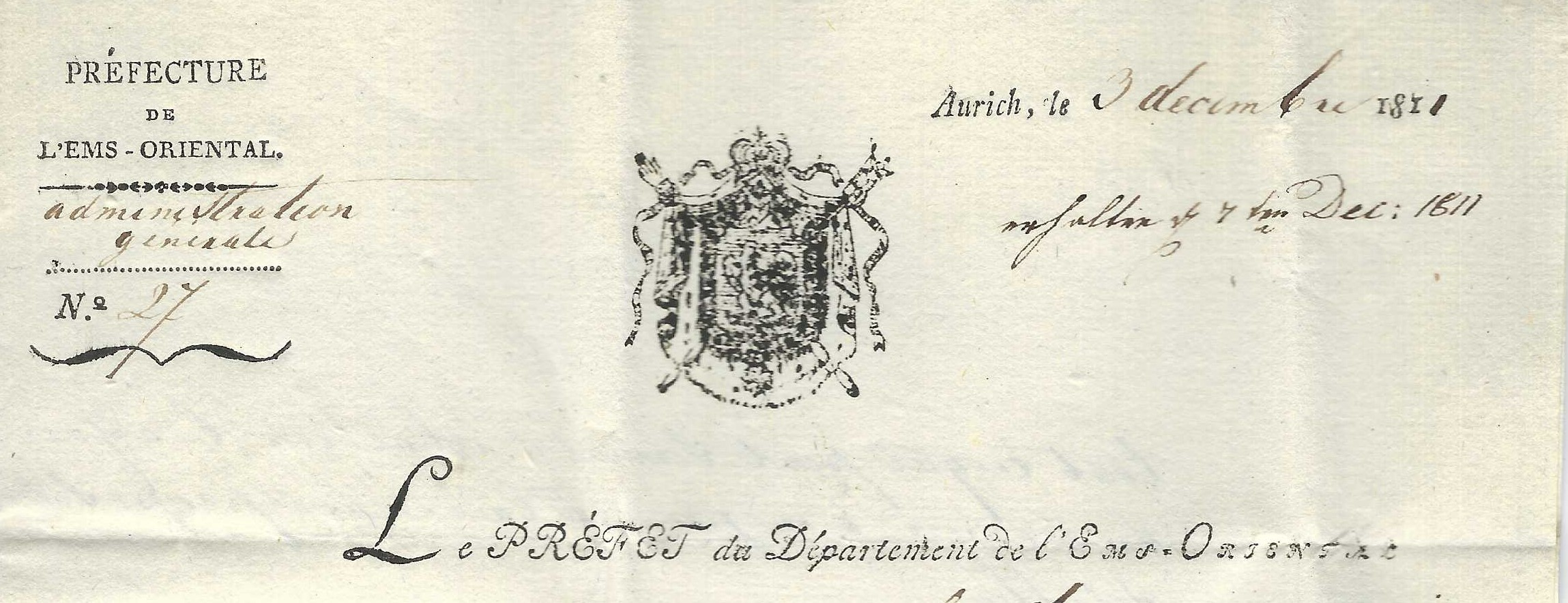
En-tête de lettre du 3 décembre 1811 du préfet Joseph Jeannesson du département de l'Ems Oriental

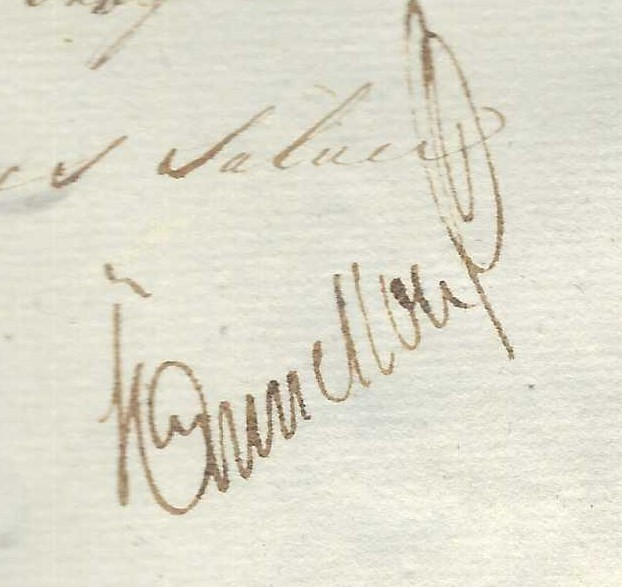
1811 12 03 Aurich Esens signature Jeannesson

| Période                              | Période         | Identité          | Fonction précédente | Observation |
| ------------------------------------ | --------------- | ----------------- | ------------------- | ----------- |
| 25 février 1811 (arrivé le 1er mars) | 8 novembre 1813 | Joseph Jeannesson |                     |             |